# Vermiliopsis annulata
Vermiliopsis annulata är en ringmaskart som först beskrevs av Schmarda 1861.  Vermiliopsis annulata ingår i släktet Vermiliopsis och familjen Serpulidae. Inga underarter finns listade i Catalogue of Life.